# Arata Takeda
Arata Takeda (japanisch 武田新, * 15. Juni 1972 in Ueno, Japan) ist ein deutscher Literatur- und Kulturwissenschaftler, der unter anderem durch seine Arbeiten über das Phänomen des Selbstmordattentats und die transkulturelle Erziehung bekannt ist.

## Werdegang
Takeda, Sohn des japanischen Theologen Takehisa Takeda, zog im Alter von drei Jahren zusammen mit seinen Eltern und Geschwistern von Japan nach Deutschland und wuchs in Mainz, München und Berlin auf. Nach der Hochschulreife in Japan und einem Bachelor in Humanities an der International Christian University studierte er von 1997 bis 2003 Germanistik, Romanistik und Komparatistik an der Universität Tübingen und 2001/2002 Germanistik und Komparatistik an der Universität Venedig. Er wurde 2008 an der Universität Tübingen mit einer Dissertation über die Kulturgeschichte des Selbstmordattentats promoviert, für die er 2009 mit dem Promotionspreis der Universität Tübingen ausgezeichnet wurde.
2011 wurde Takeda von Alexander Kluge über seine Dissertation interviewt. Das Gespräch wurde zuerst im Feuilleton der Welt abgedruckt und später in der Sat.1-Sendung News & Stories ausgestrahlt. Elfriede Jelinek montierte Passagen aus Takedas Dissertation in ihr Theaterstück Unseres.
2008 bis 2011 forschte und lehrte Takeda an der Universität Tübingen. Im Wintersemester 2011/2012 war er am Internationalen Forschungszentrum Kulturwissenschaften in Wien, von 2012 bis 2014 an der University of Chicago und 2014/2015 an der Universität Paderborn tätig. Seit 2015 arbeitet er an der Freien Universität Berlin.
Takeda erhielt eine Reihe von Stipendien und Förderungen, darunter das Botschafterstipendium der Rotary Foundation, das Promotionsstipendium der Friedrich-Naumann-Stiftung für die Freiheit, das Research Fellowship des Internationalen Forschungszentrums Kulturwissenschaften, das Feodor Lynen-Forschungsstipendium der Alexander von Humboldt-Stiftung, das William M. Calder III Fellowship der American Friends of the Alexander von Humboldt Foundation und die Einzelförderung der Deutschen Forschungsgemeinschaft.
Takeda ist Mitglied des Internationalen Ausschusses der Gesellschaft für Interkulturelle Germanistik und des Rates für Migration.

## Forschung
Schwerpunkte von Takedas Forschungs- und Lehrtätigkeit liegen in den Bereichen der interkulturellen Hermeneutik, Erzähltheorie (u. a. Herausgeberfiktion), Dramengeschichte und Dramentheorie, Theorie der literarischen Übersetzung, der literarischen Anthropologie und der transkulturellen Erziehung. Neben seiner Dissertation fanden unter anderem seine Untersuchung zur Herkunftsgeschichte der Fabel vom Skorpion und dem Frosch und seine Vorschläge zur Förderung von transkultureller Erziehung innerhalb wie außerhalb der akademischen Kreise Beachtung.

## Veröffentlichungen (Auswahl)

### Monographien
- Die Erfindung des Anderen. Zur Genese des fiktionalen Herausgebers im Briefroman des 18. Jahrhunderts. Königshausen & Neumann, Würzburg 2008, ISBN 978-3-8260-3973-7.
- Ästhetik der Selbstzerstörung. Selbstmordattentäter in der abendländischen Literatur. Wilhelm Fink, München 2010. ISBN 978-3-7705-5062-3 (Dissertation Universität Tübingen 2008, 314 Seiten Volltext online im Viewer bei Digi20 der Bayerischen Staatsbibliothek)
- Wir sind wie Baumstämme im Schnee. Ein Plädoyer für transkulturelle Erziehung. Waxmann, Münster / New York / München / Berlin 2012, ISBN 978-3-8309-2716-7.
- Die verkannte Tragödie. Theoriebildung und Wissenswandel zwischen Antike und Neuzeit. Velbrück Wissenschaft, Weilerswist 2025, ISBN 978-3-95832-386-5.

### Beiträge
- Bildung des Ichbewusstseins. Zu Martin Walsers Ein springender Brunnen (Versuch, den Roman vom Kontext der Friedenspreisrede zu befreien). In: Germanistische Mitteilungen, Heft 56 (2002), S. 27–47.
- Überschwang durch Überschuss. Probleme beim Übersetzen einer Form – am Beispiel des Haiku. Eine theoretische Überlegung und ein praktischer Vorschlag. In: arcadia. Internationale Zeitschrift für Literaturwissenschaft, Bd. 42, Heft 1 (2007), S. 20–44.
- Suicide bombers in Western literature: Demythologizing a mythic discourse. In: Contemporary Justice Review, Volume 13, Number 4 (2010), S. 455–475.
- Zwiegespräch oder Selbstgespräch? Probleme des interkulturellen Verstehens in Martin Heideggers  Aus einem Gespräch von der Sprache (1953/1954). In: Jahrbuch Deutsch als Fremdsprache, Bd. 36 (2010), S. 221–232.
- Blumenreiche Handelswege. Ost-westliche Streifzüge auf den Spuren der Fabel Der Skorpion und der Frosch. In: Deutsche Vierteljahrsschrift für Literaturwissenschaft und Geistesgeschichte, 85. Jg., Heft 1 (2011), S. 124–152.
- Das regressive Menschenopfer. Vom eigentlichen Skandalon des gegenwärtigen Terrorismus. In: vorgänge. Zeitschrift für Bürgerrechte und Gesellschaftspolitik, Nr. 197, 51. Jg., Heft 1 (2012), S. 116–129.
- Inkorporierte Kulturkonflikte. Interaktion der Kulturen im Körper des Terroristen am Beispiel von Christoph Peters’  Ein Zimmer im Haus des Krieges (2006). In: Zeitschrift für interkulturelle Germanistik, 3. Jg., Heft 1 (2012), S. 25–38.
- Der explosive Tod. Zur Essayistik des Selbstmordattentats unter den Nachwirkungen des 11. September 2001. In: Zeitschrift für Germanistik, Neue Folge XXV, Heft 3 (2015), S. 603–617, doi:10.3726/92150_603.
- Konsequenzen von Kulturalismus. Von konfrontativen zu partizipativen Ansätzen in der Vermittlung von Sprache, Kultur und Werten. In: vorgänge. Zeitschrift für Bürgerrechte und Gesellschaftspolitik, Nr. 217, 56. Jg., Heft 1 (2017), S. 127–139.
- Die Verzeitlichung der Gattungspoetik 1768–1951. Zur Wissensgeschichte einer Fehlauslegung. In: Deutsche Vierteljahrsschrift für Literaturwissenschaft und Geistesgeschichte, 93. Jg., Heft 2 (2019), S. 157–189.